# Tullgrenella musica
Tullgrenella musica är en spindelart som först beskrevs av Cândido Firmino de Mello-Leitão 1945. Arten ingår i släktet Tullgrenella och familjen hoppspindlar. Inga underarter finns listade i Catalogue of Life.
Släktet är uppkallat efter den svenske entomologen Albert Tullgren.